# Hibrildes bicolor
Hibrildes bicolor är en fjärilsart som beskrevs av Talbot 1928. Hibrildes bicolor ingår i släktet Hibrildes och familjen Eupterotidae. Inga underarter finns listade i Catalogue of Life.